# Лесной питомник
Лесной питомник — хозяйство или участок земли для выращивания посадочного материала (сеянцев и саженцев) для лесокультурных работ и озеленения. Под лесным питомником иногда подразумевают предприятие или его специализированную часть, где выращивают необходимый посадочный материал. В лесных питомниках производят посадочный материал с открытой и закрытой корневой системой, прививки, черенки.

## Виды лесных питомников
Лесные питомники по продолжительности действия подразделяют на временные и постоянные. Временный лесной питомник — это питомник, организованный на период не более 5 лет. Постоянный лесной питомник- это питомник, организованный на период более 5 лет. Постоянные питомники подразделяются по площади на мелкие (до 5 га), средние (6-15 га), крупные (16-25 га) и базисные (более 26 га). Базисные питомники позволяют сосредоточить, механизировать и автоматизировать весь комплекс работ по выращиванию посадочного материала, обеспечения им большого количества потребителей. Постоянные питомники, как правило, имеют посевное, маточное, дендрологическое отделения. Так же могут включать школу для выращивания саженцев разных пород.
Если производится рыхление почвы под пологом семенников или плюсовых деревьев для обеспечения благоприятных условий прорастания семян и получения самосева, то такие питомники называют подпологовыми питомниками. Но эти питомники не могут функционировать длительное время, из-за перерезания корневых систем материнских деревьев, что негативно отражается на их состоянии.
По целевому назначению питомники подразделяются на лесные (лесокультурные), декоративные (озеленение) и плодово-ягодные. Под расположение питомника выбирают ровные участки земли, с небольшим колебанием температур, глубина подводных вод не должна превышать 2,5 м.

## Противопожарная защита лесного питомника
В виду опасности возникновения пожара на территории лесного питомника, организуются противопожарные мероприятия, которые бывают экстенсивные (увеличение ширины минерализованных полос по периметру питомника) и интенсивные (создание систем пожаротушения).

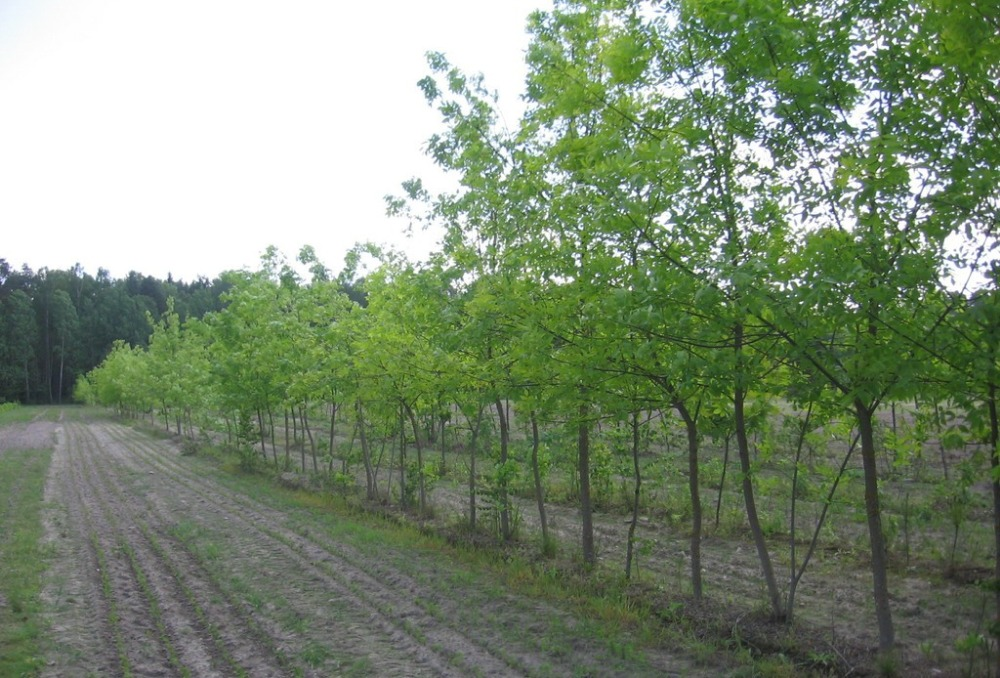
Лесопитомник
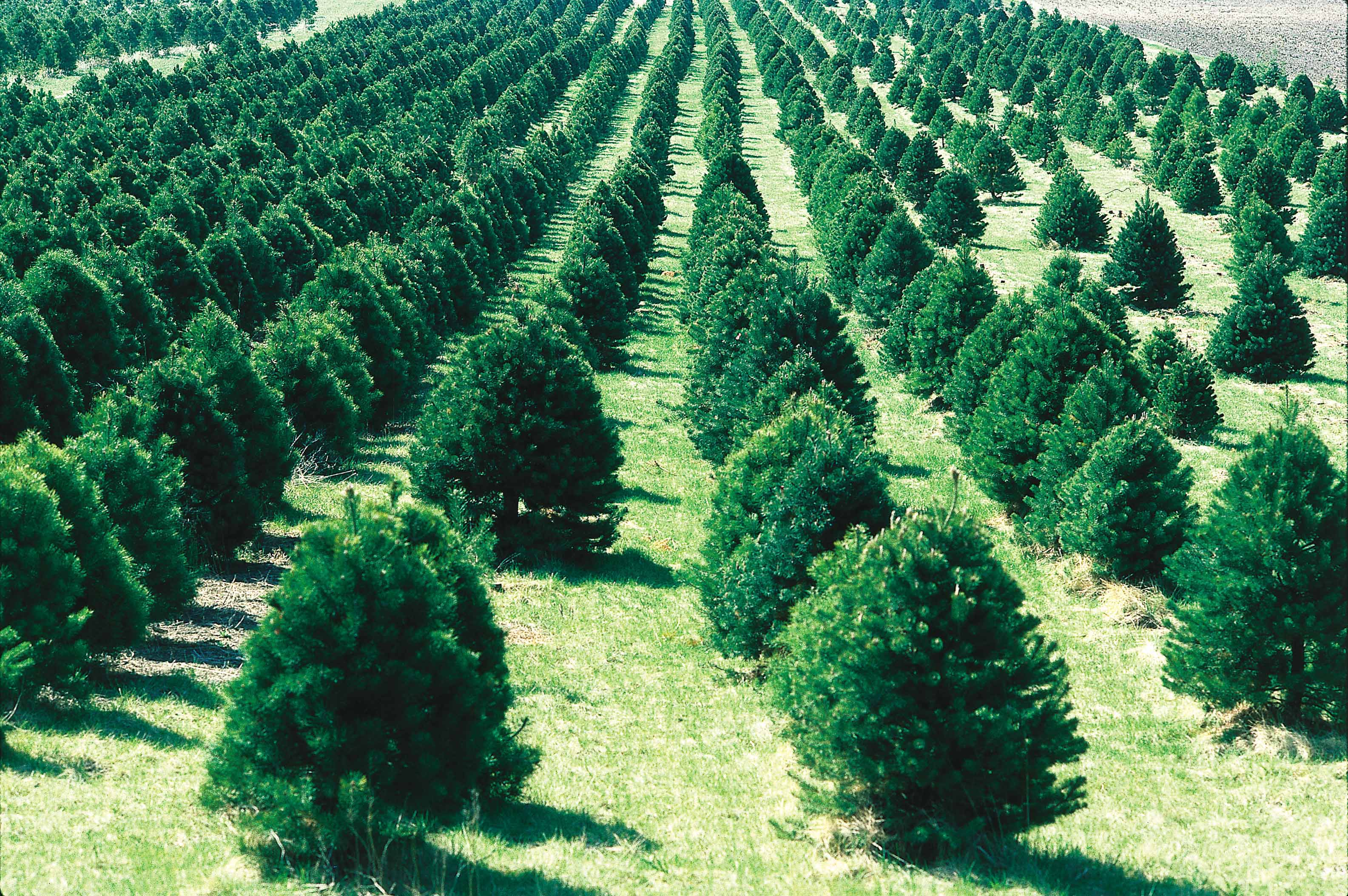
Лесопитомник хвойных деревьев